# Véhicule connecté

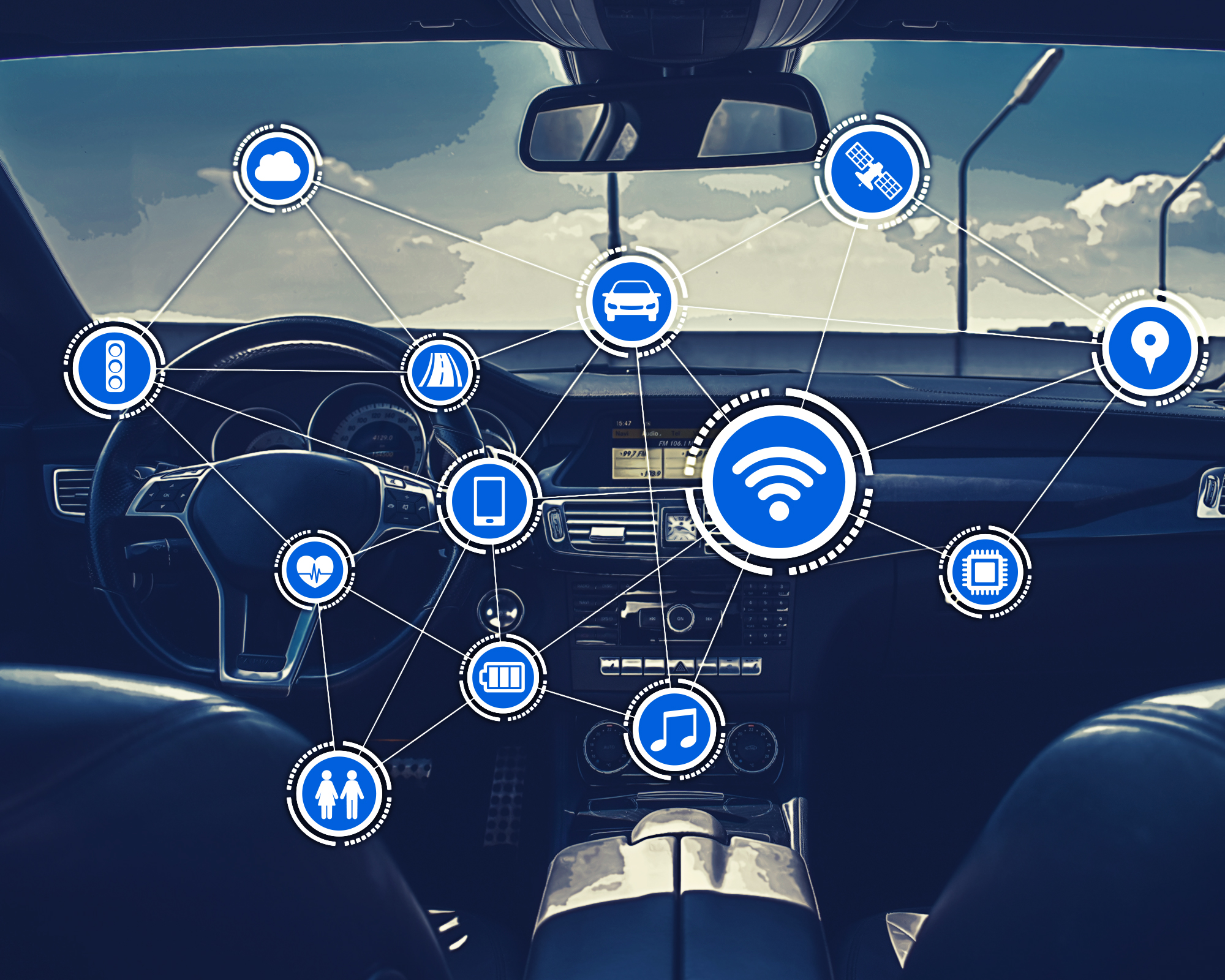
Une voiture connectée présente diverses fonctionnalités numériques.

Une voiture connectée est une voiture disposant de systèmes de communication embarqués qui permettent des communications sans fil avec l'environnement, autres véhicules, infrastructures routières (feux tricolores, bornes) ou cloud.
Dans certains cas, une liaison avec Internet existe. Cette connexion s'effectue via un réseau de téléphonie mobile grâce à un équipement intégré au véhicule, ou en utilisant le smartphone du conducteur ou d'un passager.
Très souvent, la voiture connectée est dotée d'un réseau local sans fil ou filaire permettant de partager cet accès entre divers équipements à bord du véhicule. Elle peut optionnellement se connecter à l'infrastructure du réseau routier ou aux autres véhicules circulant à proximité. Ainsi, les utilisateurs d'une voiture connectée bénéficient d'une gamme étendue de services et d'applications destinés en priorité au conducteur, mais également aux passagers.
Ces innovations impliquent une multiplicité d'acteurs : constructeurs et équipementiers automobiles, souvent en partenariat avec des fabricants d'équipement électronique et des entreprises de développement de logiciels et d'applications, mais aussi multinationales de l'Internet ou de l'industrie informatique et opérateurs de téléphonie mobile.
Comme pour tout objet connecté, l'aspect sécurité est essentiel. Il s'agit de protéger la voiture connectée contre la cybercriminalité et les accidents. Ce point est d'autant plus critique que les automobiles évoluent en intégrant des systèmes robotiques qui visent à les transformer en voiture autonome.

## Histoire
En 2002, Orange intègre un téléphone Ericsson T68i dans une Smart.
En 2004 Orange présente une solution de navigation sur smartphone.
En 2010, dans l'Union européenne, la Directive 2010/40/UE a défini le lien entre le véhicule et les infrastructures de transport.
Depuis 2018, les nouveaux modèles de véhicules de l'Union européenne doivent être dotée d'un boitier télématique pour permette à la fonction eCall de fonctionner. Il s'agit de l'une des premières fonctions de voiture connectée à être rendue obligatoire.
En septembre 2017, la Conférence internationale des commissaires à la protection des données et de la vie privée (ICDPPC) a pris une résolution sur les véhicules connectés.
En avril 2018, le groupe de travail international sur la protection des données dans les télécommunications (IWGDPT) a défini un document de travail sur les véhicules connectés.
En 2021, l'EDPB indique que « un grand nombre de modèles lancés sur le marché ces dernières années sont équipés de capteurs et d’équipements embarqués connectés, pouvant notamment recueillir et enregistrer les performances du moteur, les habitudes de conduite, les endroits fréquentés et parfois même les mouvements oculaires du conducteur, son pouls ou des données biométriques utilisées pour identifier une personne physique de façon unique » dans l'une de ses publications.

## Terminologie et définition
Transport Canada donne une définition des véhicules connectés.

« Les véhicules connectés utilisent différents types de technologies sans fil pour communiquer avec le milieu environnant. Bien que la technologie puisse varier d'un véhicule à l'autre, la plupart des nouveaux véhicules vendus aujourd'hui disposent d’une certaine forme de connectivité.
Selon les fonctionnalités installées, un véhicule connecté peut être en mesure de communiquer avec :
- son conducteur et ses passagers;
- les services d’assistance routière;
- des applications de commodité et de divertissement;
- les infrastructures de transport à proximité comme :
  - les péages;
  - les routes;
  - les feux de circulation;

- d'autres véhicules et usagers de la route. »

— Transport Canada

L'EDPB définit au sens  large le véhicule connecté comme 

« un véhicule équipé de nombreuses unités de commande électronique (UCE) reliées entre elles au moyen d’un réseau embarqué ainsi que de dispositifs de connectivité lui permettant de partager des informations avec d’autres appareils, tant à l’intérieur qu’à l’extérieur du véhicule. Ainsi, des données peuvent être échangées entre le véhicule et les appareils personnels qui lui sont raccordés, en permettant par exemple l’émulation d’applications mobiles sur l’unité d’information et de divertissement intégrée au tableau de bord du véhicule »

— EDPB.
Le développement d’applications mobiles autonomes — indépendantes du véhicule — telles que des applications reposant sur la seule utilisation du téléphone intelligent contribuent aux capacités de connectivité du véhicule même si elles ne reposent pas effectivement sur la transmission de données avec le véhicule en tant que tel.
Les applications pour véhicules connectés peuvent concerner:
- Gestion de la mobilité: destination, informations en temp utile, navigation GPS, conditions environnementales potentiellement dangereuses, encombrements de la circulation, travaux, aide au stationnement, optimisation de la consommation de carburant ou  tarification routière.
- Gestion du véhicule: état du véhicule et rappels d’entretien, transfert des données d’usage, assurances personnalisées, opérations à distance ou configurations de profil
- Sécurité routière: avertissement des dangers externes et réactions internes, alertes danger, détection de dérive de la trajectoire, détection de somnolence, appel d’urgence (eCall) ou «boîtes noires» (enregistreur de données d’événement).
- Divertissement: information et divertissement, interfaces des téléphones intelligents, points chauds des réseaux locaux sans fil, musique, vidéos, internet, médias sociaux, services bureau mobile ou maison intelligente.
- Aide au conducteur: conduite partiellement ou entièrement automatisée[3].

## Réglementation
Dans les pays suivant les règlements CEE-ONU, les règlements 155 et 156 concernent les véhicules connectés.
- R144 — systèmes automatiques d’appel d’urgence (type eCall): depuis juillet 2018, l'homologation de ces dispositifs est soumis au Règlement CEE-ONU no 144 intitulé « Prescriptions uniformes relatives aux systèmes automatiques d’appel d’urgence (AECS) »[5].
- R155 — cyber-securité
- R156 — software updates[6].

Dans l'union européenne, les véhicules devront respecter ces règles de sécurité dès le 6 juillet 2022 pour les nouveaux types/modèles de véhicules et dès le 7 juillet 2024 pour tous les nouveaux véhicules,.
En France, le décret du 14 avril 2021 prévoit que la correction par voie télématique du défaut d'un ou plusieurs systèmes, s'opère dans le respect de la sécurité de la conduite du véhicule

## Technologies de communication
Deux technologies de communication sans fil dédiées au besoin de la voiture connectée sont:
le  standard Vehicle-to-Everything (V2X) et le Dedicated Short Range Communications service.

### Bande de fréquences
La bande de fréquences 5,9 GHz a été choisie par la Chine, l'Europe, les États-Unis et le Japon pour les véhicules connectés et autonomes.

### Type de connexion par réseau de téléphonie mobile
Les technologies de communication mises en œuvre dans les voitures connectées empruntent les réseaux de téléphonie mobile pour établir une connexion à Internet. On distingue trois modes de connectivité, :
- connectivité embarquée (embedded) : le véhicule est équipé d'une carte SIM spéciale[13] ;
- connectivité intégrée : utilisation de la connexion du smartphone du conducteur ou d'un passager, en intégrant les applications grâce à un écran tactile ou des commandes vocales ;
- partage de connexion (tethered) : la connexion du smartphone est partagée entre l'utilisateur et l'automobile[14].

La connexion Internet est souvent partagée au sein du véhicule, par l'intermédiaire d'un réseau local sans fil (Bluetooth ou Wi-Fi), avec des fonctions d'optimisation de cette connexion,. Enfin, des technologies récentes visent à partager les liaisons de données entre grappes de véhicule, pour diminuer les coûts de communication.

## Développement
Dans l'Union européenne,  en 2010, la Directive 2010/40/UE a défini le lien entre le véhicule et les infrastructures de transport.
Toutefois, les véhicules connectés peuvent créer des quantités gigantesques de données, par exemple avec le "basic security message" qui est émis 10 fois par seconde pour identifier quand des conflits existent.
Les États-Unis disposent de plusieurs standards:
- Le "basic safety message" (BSM) indique dix fois par seconde la position du véhicule, sa direction et sa vitesse.
- En Mars, 2017, GM fournit le DSRC en standard sur la Cadillac CTS.
- L'IEEE 802.11p et les fréquences.

En Europe, une fréquence est harmonisée pour la sécurité routière. La standard harmonisé s'appelle ETSI ITS-G5.
En Europe, les messages échangés sont également normalisés: embouteillage, accident ou encore risque de collision.

## Applications et services
Les véhicules connectés permettent d'offrir trois types de services :
- fonctions de conduites (emergency brake, collision warning, ADAS, véhicule autonome)
- fonction de confort (notifications de routes encombrées, disponibilité des stationnements)
- fonction commerciales (diagnostique automobile, diffusion de vidéos)[23].

Les utilisateurs d'une automobile connectée bénéficient d'une gamme étendue de services et d'applications destinés en priorité au conducteur, mais également aux passagers.
En exploitant les données produites par le véhicule, des applications et des services, introduits à partir de 2013, permettent de planifier son entretien, d'améliorer les performances du conducteur ou de lui proposer des assurances personnalisées.
D'autres applications, encore au stade expérimental en 2015, exploitent la connexion de la voiture à l'infrastructure du réseau routier ou aux autres véhicules pour mieux gérer les flux de circulation, informer les conducteurs ou éviter les accidents.
Il s'agit notamment de diffuser l’information sur les travaux en cours, les conditions météo, l'information et les messages sur les embouteillages.

### Occupants du véhicule

#### Conducteur
Les applications et services destinées au conducteur sont variées. Par exemple :
- navigation et guidage GPS, informations routières et prévision de la circulation[26],[27] ;
- planification de la maintenance et dépannage du véhicule[28],[13] ;
- détection d'accident et appel automatique (type eCall)[29],[30] ;
- détection de piétons équipés de smartphone ou de Wi-Fi[31],[32] ;
- clé électronique sur smartphone pour ouvrir et démarrer la voiture[33],[34].

L'exploitation des données collectées sur le véhicule, permet de proposer des assurances personnalisées,, et des services d'évaluation des performances écologiques du conducteur,.

#### Passagers
Pour les passagers, les applications et services de la voiture connectée sont désignées par le néologisme infodivertissement (infotainment en anglais). Il s'agit principalement d'applications de communication, d'information et de divertissement regroupées sur un écran central ou disponibles sur des écrans destinées aux passagers arrière du véhicule.

### Application de mise à jour
Le véhicule connecté rend possible la possibilité d'appliquer une mise-à-jour logicielle homologuée pour installer, corriger ou modifier une fonction du véhicule.

### Véhicule à Infrastructure du réseau routier (V2I - I2V)
Grâce aux communications entre le véhicule et l'infrastructure du réseau routier, aux États-Unis, une application informe le conducteur du temps restant avant le passage du feu au vert. Le projet européen Drive C2X a pour objectif le développement d'une conduite plus sûre, plus confortable et plus écologique sur les routes européennes. Une expérimentation en situation réelle a été conduite en 2015 en France, impliquant 3 000 voitures communicantes sur 2 000 km de routes ; les véhicules sont susceptibles de signaler les incidents éventuels, de recevoir des alertes et d'être suivis par les gestionnaires du réseau routier.

### Véhicule à Véhicule (V2V)
Les communications de véhicule à véhicule permettent d'étudier des projets de trains de véhicules, comme le projet européen SARTRE, de développer des systèmes coopératifs routiers (projet SCORE@F (Système coopératif routier expérimental français) et dans un futur proche, elles peuvent contribuer à réduire les taux d'accidents routiers.

#### programme Data for Road Safety
L'Union européenne soutient le programme Data for Road Safety de communication indirecte de véhicule à véhicule par intermédiaire de l'Informatique en nuage.
Des sociétés comme Ford, BMW et Volvo participent à ce programme.
Les informations partagées et anonymisées peuvent couvrir déclenchement d'un airbag, freinage d'urgence, allumage des feux de brouillard, pneumatique crevé, ou obstacle sur route.

## Infrastructure connectée
Le véhicule connecté peut communiquer avec l'infrastructure connectée.
Un exemple d'infrastructure connectée est l'autoroute connectée.

## Écosystème
L'importance économique et technologique du marché de l'automobile connectée est illustrée par la multiplicité des acteurs industriels qui participent à son développement. Constructeurs et équipementiers automobiles, constructeurs de composants électroniques, opérateurs de télécommunication, multinationales de l'Internet et de l'industrie informatique développent des produits, des applications et des services. Ils constituent également des groupements et des alliances industrielles pour définir des normes et développer des plates-formes logicielles ouvertes.
Les systèmes exve et nevada doivent permettre aux marques de centraliser les données de leurs clients, et de sélectionner les sociétés qui y auront accès.

### Constructeurs automobiles
En 2015, presque tous les constructeurs proposent des modèles connectés et développent des applications et des services, en particulier PSA,, BMW, Ford, Honda, Renault, General Motors, Toyota, Audi, Volkswagen.

### Autres acteurs
Parmi les équipementiers automobiles, Valeo poursuit une stratégie d'acquisitions et Bosch présente son concept de voiture connectée au Consumer Electronic Show 2016 (CES). Lors du CES 2017, de nouvelles start-ups dédiées aux véhicules existants mettent en valeur l'usage des véhicules connectés : Cariboo ou Xee.
Intel multiplie les partenariats avec les constructeurs et propose un ensemble de matériels et de logiciels consacrés à l'automobile, In-Vehicle Solutions. Au CES 2016, Qualcomm dévoile une gamme de processeurs pour l'automobile. En 2014, Nokia a créé un fonds d'investissement de cent millions de dollars dans le secteur stratégique de la voiture connectée.
Microsoft, Google (Open Automotive Alliance (Android) et Apple (CarPlay) sont présents sur le marché de la voiture connectée avec leur plate-forme logicielle respective, version embarquée pour véhicule de leur système d'exploitation
Les opérateurs téléphoniques réunis au sein du GSMA – directement intéressés par les revenus que génèrent les télécommunications mobiles des voitures connectées – se sont associés à de grands constructeurs automobiles pour accélérer le développement de services télématiques et d'info-divertissement.

### Alliances et groupements
Les enjeux industriels mondiaux autour de la voiture connectée ont conduit les acteurs impliqués à se regrouper au sein de plusieurs associations et partenariats inter-industriels pour développer des plates-formes logicielles ouvertes :  
- Depuis septembre 2003, le partenariat AUTOSAR (Automotive Open System Architecture)[73] a pour objectif le développement d'une architecture électrique/électronique ouverte pour l'automobile.
- Fondé en 2009, Car Connectivity Consortium[74] est une organisation pour le développement de solutions de connectivité pour l'automobile autour du smartphone. Elle a développé MirrorLink[75], un standard ouvert pour la connectivité smartphone - automobile.
- L'alliance Genivy[76] soutient la création et l'implémentation de logiciels open source d'info-divertissement.
- En 2012, la Fondation Linux constitue un groupe de travail Automotive Grade Linux[77] pour faire de Tizen une plate-forme logicielle de référence pour l'automobile et en 2015, elle y intègre Tizen IVI[78], plate-forme de développement open source de solutions d'info-divertissement.
- À la demande de la Commission européenne, en 2014, l’Institut européen des normes de télécommunications (ETSI) et le Comité européen de normalisation (CEN) approuvent des standards pour le développement de voitures connectées en Europe[79].

## Sécurité

### Sécurité routière
Si le but premier des véhicules connectés est d'optimiser des informations, cela n'exclut pas la possibilité d'applications utiles à la sécurité routière.

### Sécurité informatique
L'aspect sécurité est un facteur critique pour les voitures connectées. L'interconnexion des réseaux, la vulnérabilité informatique des systèmes et la multiplicité des points d'entrée (Wi-Fi, Bluetooth, clé USB ou puces GSM embarquées) accroissent les risques de piratage et d'accès aux divers calculateurs de bord du véhicule.
En 2015 (février), le rapport du sénateur américain, Ed Markey, publié après une enquête auprès de 16 constructeurs automobiles majeurs, a mis en évidence ces failles de sécurité. Un intrus pouvait prendre le contrôle de plusieurs dispositifs ou équipements (dont freins ou système de verrouillage) ou encore, suivre à distance les déplacements de la voiture sur de grandes distances et collecter des informations sur la vie privée du conducteur. Pour pallier ces risques de cybercriminalité, les constructeurs et des acteurs de l'industrie informatique développent un modèle et des solutions de sécurité (virtualisation embarquée et hyperviseurs). En septembre 2015, Intel a créé un comité destiné sur les risques de sécurité des véhicules connectés.
En 2019, un article explique comment une cyberattaque de véhicules connectés, aux heures de pointe, pourrait bloquer tout New York, simplement en immobilisant soudainement et simultanément 10 % des véhicules situés dans les embouteillages de Manhattan. Les auteurs suggèrent aux fabricants d'utiliser plusieurs réseaux sans fil, indépendants pour connecteur leurs véhicules à l'Internet.

## Consentement au partage de données
Certains constructeurs permettent de consentir au partage des données et notamment des vidéos prises par le véhicule et de quantifier la masse de donnée collectée par le véhicule et remontée à l'opérateur.

### Partage des données en France
La CNIL considère que les données qui peuvent être rattachées à une personne physique identifiée ou identifiable, notamment via le numéro de la plaque d’immatriculation ou le numéro de série du véhicule sont des données à caractère personnel protégées par la loi Informatique et Libertés et le règlement général sur la protection des données.
Le décret du 14 avril 2021 prévoit que le consentement de la personne concernée, conducteur ou utilisateur du véhicule, au traitement des données n'est pas requis pour: les données nécessaires à la détection d'accidents, l'observation de l'infrastructure routière, l'observation des conditions d'écoulement du trafic routier et  données d'accident de la route des dispositifs d'enregistrement des données d'état de délégation de conduite et données du véhicule caractérisant le fonctionnement de ses systèmes, composants ou entités techniques.

### Bénéficiaires du partage de données
Les bénéficiaires du partage des données sont le fabricant et certaines tierces-parties.

## Récompenses
En 2020, l'Euro NCAP a récompensé le système Volkswagen Local Hazard Warning de la société Volkswagen.
Ce système utilise des communications de courte portée entre les véhicules et entre un véhicule et son environnement pour avertir le conducteur au plus tôt des dangers pour la sécurité, notamment l'ETSI ITS-G5 (basé sur la variante p de la norme Wi-Fi IEEE 802.11). Il permet notamment d'informer des zones de danger suivantes : système de sécurité actif dans un véhicule au devant, notamment Emergency Electronic Brake Light (EEBL), freinage automatique d'urgence (AEB) ou intervention  réversible sur ceinture de sécurité d'un occupant, véhicule stationnaire, véhicule en panne, accident, fin d'embouteillage, travaux, véhicule d'urgence stationnaire, véhicule d'urgence en mouvement.

## Volume
Pour Stellantis, 34 millions de voitures connectées sont prévues d’ici 2030.